# Rafael Giménez Siles
Rafael Giménez Siles (Málaga, 7 de marzo de 1900-México, 1991) fue un editor, librero e impresor español, exiliado y nacionalizado en México.

## Biografía
Cursó los estudios primarios en su ciudad natal y después se trasladó a estudiar Farmacia en la Universidad Central de Madrid. Fue durante este período de formación cuando comenzó su actividad editorial con distintas publicaciones universitarias como El Estudiante, donde lanzó por entregas Tirano Banderas, de Valle-Inclán o Post-Guerra, También coincidió ese tiempo con la dictadura de Primo de Rivera, donde Giménez Siles fue condenado por el Consejo Supremo de Guerra a seis meses de prisión al considerarle el tribunal partícipe, como director de Post-Guerra, en la difusión de un manifiesto estudiantil en contra de Alfonso XIII. La estancia en prisión le permitió conocer a muchos represaliados de la dictadura, entre ellos el abogado y republicano Antonio Graco Marsá. Con él y Juan Andrade, creó al salir de prisión la editorial Cénit, que en 1928 alumbraba su primer trabajo, una obra de Ramón J. Sender con prólogo de Valle-Inclán, El problema religioso en Méjico, Católicos y cristianos. Además, asociado con Joaquín Arderíus y otros, Giménez Siles se hizo con varias imprentas a lo largo de los años, bien mediante adquisiciones o acuerdos, lo que le permitió ir más allá de la edición en el mundo del libro.
Proclamada la Segunda República, fue uno de los principales promotores de las Ferias del Libro en Madrid, la primera de ellas en 1933, y que se instalaron en el Paseo de Recoletos; también fue impulsor de la Agrupación de Editores y del proyecto de difusión del libro y la lectura por toda España con los «camiones-librería». Durante esos años creó otras dos editoriales vinculadas a Cénit: Nuestro Pueblo (en Barcelona) y Estrella (en Valencia), esta última dedicada a la literatura infantil y juvenil; ambas continuarían editándose en México. Cénit terminó por convertirse en un referente de las editoriales españolas en los siguientes años y publicó obras traducidas al español de autores como John Dos Passos, Hermann Hesse o Máximo Gorki, así como de pensadores marxistas como Engels o Trotski.  En 1935, a través de Cénit se habían publicado más de doscientos títulos en veinticinco series.
En 1936 Giménez Siles fue nombrado presidente de la Cámara Oficial del Libro, entidad en la que años antes había ingresado como profesor de técnica comercial, y que fue germen de la primera entidad pública editorial española, la Distribuidora de Publicaciones. También fue vocal del Patronato de Misiones Pedagógicas.
Al acabar la Guerra Civil, Giménez Siles se dirigió a Francia camino del exilio y, de allí, a Estados Unidos, para llegar a México vía Nueva York. Adquirió la nacionalidad mexicana pocos meses después de llegar y el mismo verano de 1939 se unió a otras figuras del exilio español y mexicano como Martín Luis Guzmán o Enrique Díez-Canedo, así como a autores mexicanos —Antonio Castro Leal, entre otros— para crear Edición y Distribución Ibero Americana de Publicaciones, S. A., más conocida como Ediapsa, así como distintas publicaciones, entre ellas Amiga, Romance o Rompetacones. Abrió la primera de las conocidas como Librerías de Cristal, en recuerdo del Palacio de Cristal del Parque del Retiro de Madrid, situada en la Alameda Central de Ciudad de México, próxima al Palacio de Bellas Artes. Ese fue el inicio de un amplio proyecto empresarial en el que, bajo el paraguas de Ediapsa y con capital mexicano de particulares, como Pascual Gutiérrez Roldán o de entidades como el Banco Capitalizador, entre muchos otros, se crearon varias e importantes editoriales —Colón, Diógenes, México, Nueva España, ...—,  uno de los mayores grupos libreros en Latinoamérica. En 1944, Giménez Siles fundó la Asociación de Libreros y Editores Mexicanos, más tarde convertido en el Instituto Mexicano del Libro y participó en la creación de la Editorial Siglo XXI.
Giménez Siles se casó en 1940 con Francisca Navarro, hija menor del también exiliado Tomás Navarro Tomás, que fuera académico y director de la Biblioteca Nacional de España, y con la que tuvo dos hijos. En 1976 se jubiló y vendió el negocio de las librerías. Fue autor de una autobiografía, Retazos de vida de un obstinado aprendiz de editor, librero e impresor (1984) y unas memorias, Testamento profesional. Comentarios, ilustraciones y sugerencias al finalizar la tarea editorial, librera e impresora (1980).